# Mychonia fleximargo
Mychonia fleximargo là một loài bướm đêm trong họ Geometridae.